# Saint-Laurent-d’Andenay
Saint-Laurent-d’Andenay ist eine französische Gemeinde mit 966 Einwohnern (Stand: 1. Januar 2022) im Département Saône-et-Loire in der Region Bourgogne-Franche-Comté; sie gehört zum Arrondissement Autun und ist Teil des Kantons Blanzy (bis 2015: Kanton Montchanin).

## Geografie
Saint-Laurent-d’Andenay liegt am Canal du Centre. Umgeben wird Saint-Laurent-d’Andenay von den Nachbargemeinden Écuisses im Norden, Marcilly-lès-Buxy im Osten und Nordosten, Saint-Martin-d’Auxy im Osten und Südosten, Saint-Eusèbe im Westen und Südwesten sowie Montchanin im Nordwesten.

## Bevölkerungsentwicklung
| Jahr                      | 1936 | 1954 | 1962 | 1968 | 1975 | 1982 | 1990 | 1999 | 2006 | 2013 |
| Einwohner                 | 1354 | 1333 | 1298 | 1324 | 1185 | 973  | 950  | 986  | 1047 | 1053 |
| Quelle: Cassini und INSEE |      |      |      |      |      |      |      |      |      |      |